# Tonna galea
Tonna galea (denominada, em inglês, tun shell, giant tun, giant Pacific tun ou giant tun shell; este termo, "tun", traduzido para o português, significando "tonel"; também denominada caracola tonel ou caracol tonel, em castelhano; cargol bóta, em catalão; elmo, em italiano; tonne cannelée ou dólium geant, em francês; große fassschnecke ou Pazifische riesenfassschnecke, em alemão; kërmilli gaviç, em albanês; velika bačvara, em servo-croata; puž bačvaš, em croata; Μπουχόνα, Μπουρού ou Κοχύλα, em grego moderno; スジウズラガイ, em japonês; na região sul do Brasil, no Paraná, denominada búzio) é uma espécie de molusco gastrópode, marinha e predadora, pertencente à família Tonnidae da ordem Littorinimorpha, na subclasse Caenogastropoda; classificada por Carolus Linnaeus, em 1758, e nomeada Buccinum galea; descrita em sua obra Systema Naturae e sendo a espécie-tipo do gênero Tonna. No mesmo ano Linnaeus também descrevera Tonna olearium, do Pacífico Ocidental, agora considerada um sinônimo de Tonna galea.

## Descrição da concha e hábitos
Concha inflada, globosa-ovalada, leve e um tanto frágil, com espiral baixa e normalmente de dimensões médias a grandes, podendo atingir tamanho superior a 30 centímetros de comprimento, com grande volta terminal e abertura ampla, além de apresentar tonalidade geralmente castanha a amarelada, coberta por um perióstraco, e com suturas (junções entre as voltas de sua espiral) profundas; dotada de um relevo muito esculpido de chanfraduras, ou cordões, em espiral, mas não possuindo varizes. Columela sem pregas e geralmente indistinta do restante do relevo da concha. Abertura de tonalidade branca e com lábio externo fino ou apenas levemente expandido e dentado, por conta do relevo da superfície da concha. Canal sifonal curto, resumindo-se a uma ondulação, umbilicado. Opérculo apenas na fase jovem. Protoconcha bastante grande e de tonalidade purpureada.
É encontrada em águas profundas da zona nerítica (Rios cita entre 5 e 80 metros de profundidade), em recifes de coral ao largo da costa, baías e enseadas, particularmente em habitats rochosos, com areia e conchas, onde possam se alimentar de pepinos-do-mar, moluscos Bivalvia e outros animais.

## Descrição do animal
O animal de Tonna galea tem um pé muito grande, mosqueado, curto e largo. A cabeça, distinta, tem dois tentáculos curtos, que contêm os seus olhos. A sua probóscide é altamente desenvolvida e flexível.

## Distribuição geográfica
Devido à distribuição de suas larvas planctônicas, de longo período de desenvolvimento, Tonna galea ocorre de maneira quase cosmopolita nos oceanos Atlântico, Índico (onde é quase ausente) e Pacífico; da Carolina do Norte ao Texas, nos Estados Unidos; México, Costa Rica, Belize, Grandes Antilhas, Pequenas Antilhas, leste da Colômbia e Venezuela, entre o golfo do México e o mar do Caribe; Suriname e Brasil (do Pará até o Rio Grande do Sul); ilha de Ascensão até África do Sul, Angola, Gabão, África Ocidental, norte de África; até oeste do mar Mediterrâneo, em Portugal, Espanha, Grécia, Tunísia; Cabo Verde, Canárias, Açores, Madeira; e na região do Indo-Pacífico, no sudeste da África e do Japão e Taiwan até Filipinas e Indonésia, no Pacífico Ocidental, onde recebera a denominação de Tonna olearium. Esta espécie pode ser encontrada nos sambaquis brasileiros, tendo sua importância arqueológica estudada como um objeto usado em acompanhamentos funerários, quando suas conchas estão inteiras. Também está listada como espécie pouco preocupante (LC) no Livro Vermelho da Fauna Brasileira Ameaçada de Extinção, publicado em 2018 pelo Instituto Chico Mendes de Conservação da Biodiversidade, com a conclusão desta avaliação feita em 2012.

## Uso humano
Ao longo da costa da Grécia foi verificado, no passado, o armazenamento de azeite em grandes conchas de Tonna galea.